# ドイツテレコム

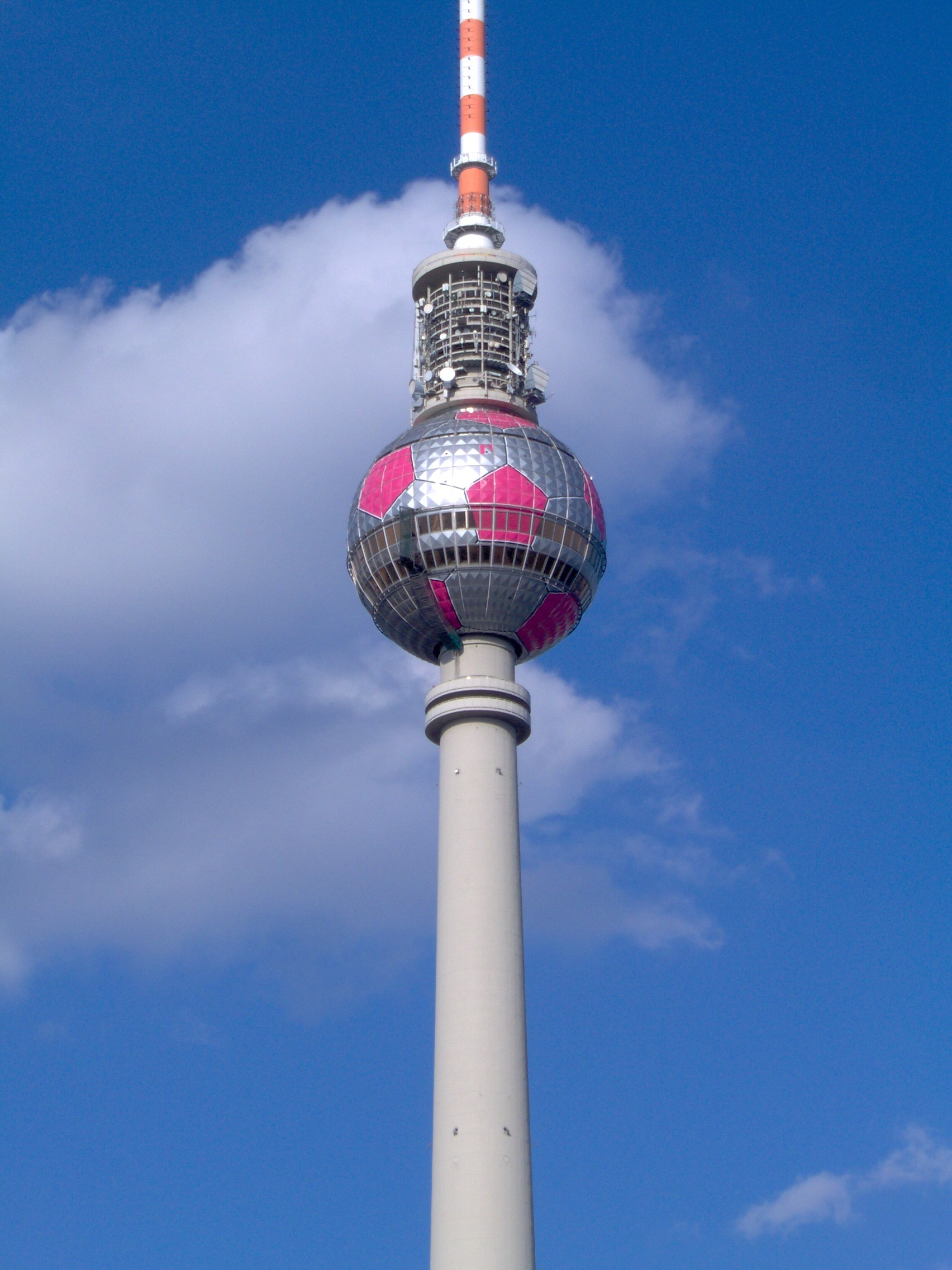
2006 FIFAワールドカップを記念して、ドイツテレコムのコーポレートカラーのサッカーボールに変身したベルリンテレビ塔

ドイツテレコム（独: Deutsche Telekom AG）は、ドイツ・ボンに本社を置く電気通信事業者。フランクフルト証券取引所、ロンドン証券取引所上場企業 (FWB: DTE, LSE: 0MPH)。

## 概要
元々は旧西ドイツの郵政・通信公社であったドイツ連邦郵便 (Deutsche Bundespost) が母体だが、1989年に分割によりドイツ連邦電信電話会社（Deutsche Bundespost Telekom, ドイツ連邦郵電）となり、1995年に民営化された。民営化にあたってCIカラーをマゼンタとした。かつては株式を東京証券取引所第一部、ニューヨーク証券取引所にも上場していたが、2010年4月、上場廃止申請を行うことを発表した。
2006年現在欧州で最大の固定系電気通信事業者であり、欧州では単にテレコム (Telekom) と呼ぶと同社のことを指すほどの知名度を持つ。近年は日本のNTT同様、インターネットサービス分野に力を入れている。ただ、旧東ドイツ地域ではインフラの整備が遅れている。
ベルリンのシンボルでかつての東ドイツ政府が建てたテレビ塔・ベルリンテレビ塔を所有・管理している。また、かつて自転車ロードレースのプロチーム「チームテレコム」のスポンサーであり、その後も子会社であるT-モバイルが2007年までメインスポンサーを務めていた。
2009年、フランステレコムとの合弁により、イギリスに携帯電話事業者のEEを設立したが、その後2016年にはBTグループに売却した。

## ロゴマーク

1989年 - 1991年
1991年 - 1995年
2007年 - 2013年
2013年 - 2022年
2022年 – 現在

## 主なサービス
2004年 - 2007年
- T-Com

拠点のある国

  - 固定電話・ADSLなどのサービスブランド。
- T-Mobile
  - 携帯電話のサービスブランド。
- T-Online
  - インターネットサービスプロバイダ部門。
- T-Systems
  - 企業向けデータ通信部門。

2007年 - 2010年
- T-Home（旧T-ComとT-Onlineを統合）
  - 固定電話・ADSLおよびインターネットサービス
- T-Systems
  - 企業向け通信事業各種サービス、トータル・ソリューション。

2010年以降
- Telekom Deutschland （T-Mobileから改名、T-Home及びT-Systemsの一部と統合）
  - ドイツ国内の個人客および中小企業向け通信事業各種サービス。
- T-Systems
  - トップ60社の大企業向け通信事業各種サービス、トータル・ソリューション。
- T-Systems Media&Broadcast 
  - DCF77の運営

## 日本での事業
日本では1990年に日本法人の「ドイツテレコム株式会社」を設立して活動を開始。1999年に特別第二種電気通信事業者、2000年に第一種電気通信事業者の免許を取得した。
マイラインにも発足当初から参加していたが、2002年に子会社としてティー・システムズ・ネットワーク・サービス・ジャパン株式会社（現・ドイツテレコムGBSジャパン）を設立し、マイラインの対象となる国際電話サービスを含む一般向けサービスを同社に移管、ドイツテレコム株式会社としては撤退している。
同社は、ドイツまたはイギリス契約のT-モバイルのSIMカードの販売や対応端末の販売などを行っている（ただし、一部端末は香港からの取り寄せ扱い）。取扱端末の一部にSIMロックがかかっているものも存在する。日本国内では、SIMロックのないW-CDMA端末であればNTTドコモのFOMA網、SoftBankのネットワークにローミング可能である。
なお、アメリカ合衆国のT-Mobile USのUMTSの周波数帯は、全国的には北米だけのAWSバンド (1700 MHz/2100 MHz) で、2012年秋より、PCSバンド (1900 MHz) での展開が始まっている。従って、端末が実際に3Gサービスを利用できるかどうかは、T-Mobile USのカバレッジマップでチェックする必要がある。